# Heinz Bohnes
Heinz Bohnes (* 6. Juni 1935 in Duisburg) ist ein ehemaliger deutscher Fußballspieler.

## Karriere

### Jugend in Meiderich (bis 1955)
Der Stürmer Bohnes wurde im Duisburger Stadtteil Meiderich geboren und wuchs dort auf. Das Fußballspielen begann er auf der Straße, ehe er mit zwölf Jahren dem in unmittelbarer Nähe zu seinem Wohnort beheimateten Verein Wacker Meiderich beitrat. Als 14-Jähriger gewann er mit seinen Teamkameraden aus der Schülermannschaft die Duisburger Stadtmeisterschaft für diese Altersklasse. 1953 wechselte er gemeinsam mit seinem Zwillingsbruder Paul zur Spvg. Meiderich 1906, der Paul langjährig treu bleiben würde. Für Heinz blieb es hingegen nur eine Zwischenstation, da er 1955 vom in der II. Division spielenden Lokalrivalen Meidericher SV abgeworben wurde.

### Zeit beim Meidericher SV (1955–1960)
Beim MSV avancierte er sofort zum Stammspieler und gehörte einer Mannschaft an, die 1956 die sofortige Rückkehr in die Oberliga West schaffte, nachdem sie ein Jahr zuvor abgestiegen war. Die Oberliga West stellte damals die höchste Spielklasse dar, da die erst 1963 eingeführte landesweite Bundesliga noch nicht existierte. Somit erlebte Bohnes in der Saison 1956/57 zum ersten Mal Erstligafußball, wobei ohne Mühe der Klassenerhalt gelang. Persönlich konnte er dabei derart überzeugen, dass er im Oktober 1956 vom Bundestrainer Sepp Herberger zu einem Lehrgang der deutschen Nationalmannschaft eingeladen wurde. Er verbrachte daraufhin eine Woche unter Aufsicht des DFB-Trainerstabs und blieb auch danach in dessen Fokus, wurde aber letztlich nie bei einem Länderspiel aufgeboten.
Ein charakteristisches Merkmal seiner Spielweise war der durch rudernde Armbewegungen geprägte Laufstil. Überdies war er in den Oberliga-Jahren ein gefährlicher Torschütze, der in der Spielzeit 1957/58 mit 17 Treffern seine beste Ausbeute verbuchen konnte. Dazu war er absolut unangefochten, weswegen er im Verlauf dieser Saison keine einzige Partie verpasste. Dadurch weckte er sogar das Interesse des türkischen Spitzenklubs Fenerbahçe Istanbul, der ihm 1958 einen Vertrag anbot. Bohnes schlug die Offerte jedoch aus und entschied sich für einen Verbleib in seiner Meidericher Heimat. 1960 kehrte er dem MSV nach 102 Oberligapartien mit 37 Toren sowie 25 Zweitdivisionspartien mit vier Toren dann doch den Rücken, um in die Oberliga Nord zu Eintracht Braunschweig zu wechseln.

### Jahr in Braunschweig und Rückkehr nach Duisburg (1960–1966)
Bei Braunschweig erkämpfte er sich einen Platz in der ersten Elf, sodass er während der Spielzeit 1960/61 auf 21 Oberligaspiele mit drei Treffern kam. Seine Ehefrau Margret, die ihm wie die ganze Familie nach Braunschweig gefolgt war, wünschte sich eine Rückkehr in die Duisburger Heimat, weswegen Bohnes die Braunschweiger 1961 aus diesen privaten Gründen wieder verließ und sich dem Duisburger Spielverein anschloss. Somit trat er gegen seinen Ex-Klub MSV in der Oberliga West an, doch war er beim Spielverein Teil einer nicht konkurrenzfähigen Mannschaft, die die Saison 1961/62 als Tabellenletzter beendete und in die II. Division abstieg. Persönlich hatte er einen Positionswechsel vollzogen, sodass er ab 1961 in der Abwehr antrat. 1963 gelang der Elf zumindest die Qualifikation für die Regionalliga West, die in diesem Jahr als Unterbau zur negründeten Bundesliga geschaffen wurde, und 1964 erlebte Bohnes ein Fusionsverfahren mit, durch das aus dem Duisburger Spielverein Eintracht Duisburg wurde. Für diese stand er in der Regionalliga auf dem Platz, bis er 1966 seine Laufbahn beendete. 1968 erwarb er die Trainer-A-Lizenz und trainierte anschließend unterklassige Mannschaften wie die des TV Voerde und des SC Kleve 63.